# Anderson Lake Indijanci
N'quatqua (Anderson Lake Indian Band), jedna od bandi Upper Lillooet Indijanaca s istoimenog jezera Anderson Lake u Britanskoj Kolumbiji, Kanada. Populacija im je 1902. iznosila 66. Danas žive na 6 rezervata: Anderson Lake 5, Nequatque 1, Nequatque 2, Nequatque 3, Nequatque 3a i Nequatque 4.

## Vanjske poveznice
- Welcome to N’Quatqua